# Davidiella spilota
Davidiella spilota är en svampart som först beskrevs av Hans Sydow, och fick sitt nu gällande namn av Aptroot 2006. Davidiella spilota ingår i släktet Davidiella och familjen Davidiellaceae.   Inga underarter finns listade i Catalogue of Life.